# Ishøj (gemeente)
Ishøj is een gemeente in de Deense regio Hoofdstad (Hovedstaden) en telt 22.719 inwoners (2017).
Ishøj werd bij de herindeling van 2007 niet samengevoegd maar bleef een zelfstandige gemeente.
Sinds 1996 is in Ishøj het museum voor moderne kunst ARKEN gevestigd.

## Geboren
- Martin Christensen (1987), voetballer

Albertslund · Allerød · Ballerup · Bornholm · Brøndby · Dragør · Egedal · Fredensborg · Frederiksberg · Frederikssund · Furesø · Gentofte · Gladsaxe · Glostrup · Gribskov · Halsnæs · Helsingør · Herlev · Hillerød · Høje-Taastrup · Hørsholm · Hvidovre · Ishøj · København · Lyngby-Taarbæk · Rødovre · Rudersdal · Tårnby · Vallensbæk